# マーベラス発売のゲームタイトル一覧
マーベラス発売のゲームタイトル一覧（マーベラスはつばいのゲームタイトルいちらん）は、日本のコンピュータゲームメーカー・マーベラスと、以下に挙げる前身企業が発売したゲームタイトルの一覧記事である。
- マーベラスエンターテイメント（MMV[1]、第1次）：2000年 - 2005年
- マーベラスインタラクティブ（MMV-i）：2003年 - 2007年
  - パック・イン・ビデオ（PIV）：1987年 - 1996年
  - ビクターインタラクティブソフトウェア（VIS）：1996年 - 2003年
    - ビクター音楽産業→ビクターエンタテインメント（VE）インタラクティブ事業部 - VISへ事業譲渡
- マーベラスエンターテイメント（MMV[1]、第2次）：2007年 - 2011年
- マーベラスAQL（MAQL）：2011年 - 2014年
- マーベラス：2014年 -

## マーベラスエンターテイメント（第1次）
ドリームキャスト
- 電幻天使対戦麻雀シャングリラ
- さくらももこ劇場コジコジ

PlayStation
- ブロック崩し2
- 無敵王トライゼノン

PlayStation 2
- Dog of Bay
- GUNSLINGER GIRL
- コンスタンティン

ゲームボーイカラー
- ラブひなポケット
- ラブひなパーティ
- 無敵王トライゼノン

ゲームボーイアドバンス
- ラブひなアドバンス 祝福の鐘はなるかな
- ザ・キング・オブ・ファイターズEX 〜NEO BLOOD〜
- ギャラクシーエンジェル ゲームボーイアドバンス 盛りだくさん 天使のフルコースおかわり自由
- ちょびっツ for Gameboy Advance アタシだけのヒト
- SAMURAI DEEPER KYO
- ザ・キング・オブ・ファイターズEX2 ハウリングブラッド
- シスター・プリンセス RePure

## 旧マーベラスインタラクティブ系統
発売するゲームのジャンルは幅広く、低年齢層・ファミリー向けの作品から海外ゲームの移植、アニメを原作とする作品、ギャルゲーまでオールマイティにカバーしていた。

### 旧パック・イン・ビデオ
参入初期はランボーやダイ・ハード、プレデターなどハリウッド映画のゲーム化作品が多かった。
MSX/MSX2
- ランボー (ゲーム)
- スーパーランボースペシャル
- スペースキャンプ
- ファミリービリヤード
- ヤングシャーロック ドイルの遺産
- 井出洋介名人の実戦麻雀
- プレデター
- ザ・ゴルフ
- 軍人将棋
- シルヴィアーナ

ファミリーコンピュータ
- ランボー (ゲーム)
- シュワルツェネッガー プレデター
- ナイトライダー
- サンダーバード
- 未来戦史ライオス
- 川のぬし釣り
- 爆笑!スターものまね四天王
- 地獄・極楽丸
- ダイ・ハード
- ターミネーター2
- エイセス・アイアンイーグル3
- シルヴィアーナ
- パットパットゴルフ
- かっとび! 童児

スーパーファミコン
- スーパーオフロード
- アメージングテニス
- スーパー倉庫番
- スーパーバトルタンク
- GO! GO! ドッジリーグ
- ファイナルノックアウト
- ラモス瑠偉のワールドワイドサッカー
- ぎゅわんぶらあ自己中心派2
- スーパーバトルタンク2
- やまねこバブジーの大冒険
- スーパードッグファイト
- つり太郎
- マルチプレイバレーボール
- ヴォルテックス
- スキーパラダイスWITHスノーボード
- マジカルポップン
- THE ATLAS
- 川のぬし釣り2
- トランプアイランド
- A列車で行こう3 スーパーバージョン
- 魔女たちの眠り
- バトルサブマリン
- 磯釣り 離島篇
- 海のぬし釣り
- 牧場物語
- モンスタニア
- ふね太郎

PCエンジン
- F-1 PILOT
- ディープブルー・海底神話
- ナイトライダースペシャル
- アームドF
- カルメン・サンディエゴを追え! 世界編
- ロードランナー 失われた迷宮
- ダイハード
- ZIPANG
- ガルクライト TDF2
- おぼっちゃまくん（販売はナムコ）
- ロードスピリッツ
- パワーゲイト
- スーパーメタルクラッシャー
- 秘宝伝説クリスの冒険
- HAWK F-123
- マインスウィーパー
- 川のぬし釣り 自然派
- メタルエンジェル
- オーロラクエスト おたくの星座 IN ANOTHER WORLD
- パラディオン
- KO世紀ビースト三獣士 ガイア復活 完結編
- メタルエンジェル2
- 熱血レジェンド ベースボーラー

ゲームボーイ
- トランプボーイ
- ルナランダー
- トランプボーイII
- マインスウィーパー
- 川のぬし釣り3
- 牧場物語GB
- 海のぬし釣り2
- 川のぬし釣り4
- 牧場物語GB2
- きせかえ物語

3DO
- 山村美紗サスペンス 京都鞍馬山荘殺人事件
- バーニング・ソルジャー
- 西村京太郎トラベルミステリー 悪逆の季節 東京〜南紀白浜連続殺人事件
- スクランブルコブラ
- 飯田譲治ナイトメアインタラクティブ Moon Cradle 異形の花嫁

セガサターン
- 湾岸デッドヒート
- ピンボールグラフィティ
- シーバス・フィッシング2

PlayStation
- FISH EYES
- WING OVER

### 旧ビクターインタラクティブソフトウェア
1996年にパック・イン・ビデオから社名を変更した後、マーベラス傘下となるまでの間に発売されたゲームソフト。
セガサターン
- トゥームレイダー
- 優駿クラシックロード
- マリカ 〜真実の世界〜
- 大江戸ルネッサンス
- ダンジョンマスターネクサス
- 村越正海の爆釣日本列島

ドリームキャスト
- ソーサリアン 〜七星魔法の使徒〜
- ドグウ戦紀 〜覇王〜
- トリコロールクライシス
- FISH EYES Wild

PlayStation
- トゥームレイダー
- バウンダリーゲート
- マイホーム ドリーム
- 学校をつくろう!!
- トゥームレイダー2
- 湾岸トライアル
- ダイナマイトボクシング
- 村越正海の爆釣日本列島
- はいぱぁセキュリティーズ2
- 夜想曲
- パイロットになろう!
- 海のOH!YAH!
- 猫なカ・ン・ケ・イ
- 学校をつくろう!!2
- ピットフォール3D
- それ行けフライフィッシング
- 村越正海の爆釣シーバス・フィッシング
- 魔女たちの眠り -復活祭-
- ミラノのアルバイトこれくしょん
- 海のぬし釣り - 宝島に向かって -
- 村越正海の爆釣日本列島〜つりコン対応版〜
- かえるの絵本 〜なくした記憶を求めて〜
- サブマリンハンター 鯱
- チャルメラ (ゲーム)
- マイホームドリーム2
- バンパイアハンターD
- フィッシュアイズII
- われら密林探検隊!!
- ビクトリーボクシング
- むし太郎
- 村越正海の爆釣日本列島2
- 学校をつくろう!!校長先生物語
- 牧場物語 ハーベストムーン for ガール
- 夜想曲2
- 逢魔が時
- 逢魔が時2
- こもっち

PlayStation 2
- パイロットになろう!2
- 花と太陽と雨と
- 牧場物語3〜ハートに火をつけて〜
- シネマサーフィン 洋画大全
- リーヴェルファンタジア〜マリエルと妖精物語〜
- 月の光 〜沈める鐘の殺人〜
- マイホームをつくろう!
- ボクは小さい
- いなか暮らし 〜南の島の物語〜
- チュウリップ
- フィッシュアイズ3〜記憶の破片たち〜

NINTENDO64
- ぬし釣り64
- 牧場物語2
- ぬし釣り64〜潮風にのって〜

ゲームボーイ
- じゃがいぬくん
- ぬし釣りアドベンチャー カイトの冒険
- 牧場物語GB3 ボーイ・ミーツ・ガール
- おしゃれ日記
- ドキ×ドキさせて!!
- きせかえハムスター

ゲームボーイアドバンス
- 激闘!カーバトラーGO!
- 学校をつくろう!!アドバンス
- サンサーラナーガ1×2
- 川のぬし釣り5 〜不思議の森から〜
- ぷくぷく天然かいらんばん
- 牧場物語 ミネラルタウンのなかまたち

### マーベラスインタラクティブ時代
マーベラスインタラクティブへの社名変更後、マーベラスエンターテイメントへの吸収合併までの間に発売されたゲームソフト。
PlayStation 2
- 西風の狂詩曲
- UFC 2004
- XIII 大統領を殺した男
- 東京魔人學園外法帖血風録
- ブロークン・ソード 〜眠れる竜の伝説〜
- 大脱走 THE GREAT ESCAPE
- 牧場物語 Oh! ワンダフルライフ
- 川のぬし釣り ワンダフルジャーニー
- 天星 SWORDS OF DESTINY
- マイホームをつくろう2!匠
- 学校をつくろう!! Happy Days
- BECK the game
- フタコイ オルタナティブ 恋と少女とマシンガン
- 舞-HiME 運命の系統樹
- スクールランブル 寝る娘は育つ。
- Dessert Love -Sweet Plus-
- マイホームをつくろう!2 充実!簡単設計!!
- かしまし 〜ガール・ミーツ・ガール〜 「初めての夏物語。」
- スクールランブル二学期 恐怖の（?）夏合宿!洋館に幽霊現る!?お宝を巡って真っ向勝負!!!の巻
- クラスターエッジ 〜君を待つ未来への証〜
- プリンセス・プリンセス 姫たちのアブナい放課後
- くじびきアンバランス 会長お願いすま〜っしゅファイト☆
- はぴねす! でらっくす
- ゼロの使い魔 小悪魔と春風の協奏曲（コンチェルト）
- ああっ女神さまっ
- がくえんゆーとぴあ まなびストレート! キラキラ☆Happy Festa!
- 新牧場物語:ピュア イノセントライフ
- オレンジハニー 僕はキミに恋してる
- びんちょうタン 〜しあわせ暦〜
- シムーン 異薔薇戦争〜封印のリ・マージョン〜
- すもももももも〜地上最強のヨメ〜 継承しましょ!? 恋の花ムコ争奪戦!!
- 武装錬金 ようこそパピヨンパークへ
- 家庭教師ヒットマンREBORN! ドリームハイパーバトル! 死ぬ気の炎と黒き記憶

PlayStation Portable
- AI囲碁
- AI麻雀
- AI将棋
- スペースインベーダー ギャラクシービート
- 牧場物語 ハーベストムーン ボーイ&ガール
- イノセントライフ -新牧場物語-
- ヴァルハラナイツ
- バブルボブル ?マジカルタワー大作戦!!?
- パイロットになろう! フライングオールスターズ
- フィッシュアイズポータブル
- NEWレインボーアイランド ハーディガーディ大冒険!!

ニンテンドーゲームキューブ
- 牧場物語 ワンダフルライフ
  - 牧場物語 ワンダフルライフ forガール
- 牧場物語 しあわせの詩
  - 牧場物語 しあわせの詩 for ワールド

Wii
- 名探偵コナン 追憶の幻想
- 牧場物語 やすらぎの樹
- ネギま!?ネオ・パクティオーファイト!!

ゲームボーイアドバンス
- 新きせかえ物語
- 牧場物語 ミネラルタウンのなかまたち for ガール
- ぷくぷく天然かいらんばん 〜恋のキューピット大作戦〜
- リカちゃんのおしゃれ日記
- 東京魔人学園符咒封録
- ぷくぷく天然かいらんばん 〜ようこそ!イリュージョンランドへ〜
- 探偵 神宮寺三郎 白い影の少女
- 魔法先生ネギま! プライベートレッスン だめですぅ図書館島
- フロンティア ストーリーズ
- 川のぬし釣り3&4
- 魔法先生ネギま! プライベートレッスン2 お邪魔しますぅ♥ パラサイトでチュ〜

ニンテンドーDS
- 牧場物語 コロボックルステーション
  - 牧場物語 コロボックルステーション for ガール
- LUNAR -ジェネシス-
- うる星やつら エンドレスサマー
- いつでもどこでも できる将棋 AI将棋DS
- いつでもどこでも できる囲碁 AI囲碁DS
- イース・ストラテジー
- コンタクト
- ルーンファクトリー -新牧場物語-
- まじめにふまじめ かいけつゾロリ きょうふのたからばこ
- ネギま!? 超 麻帆良大戦 かっとイ〜ン☆契約執行でちゃいますぅ
- ちゃおドリームタッチ! ハッピーあにばーさりー
- 牧場物語 キミと育つ島
- ルミナスアーク
- とっとこハム太郎はーい! ハムちゃんずの ハムハムチャレンジ! あつまれはーい!
- ネギま!? 超 麻帆良大戦チュウ チェックイ〜ン♨全員集合! やっぱり温泉来ちゃいましたぁ♥
- 川のぬし釣り こもれびの谷せせらぎの詩
- ぷるるんっ!しずくちゃん めいろの森のどうぶつたち

## マーベラスエンターテイメント（第2次）
マーベラスインタラクティブを吸収合併後、2011年9月まで存続したデジタルコンテンツカンパニー事業部のゲームソフト。
Wii
- ノーモア★ヒーローズ
- 家庭教師ヒットマンREBORN! ドリームハイパーバトル! Wii
- 牧場物語 わくわくアニマルマーチ
- 家庭教師ヒットマンREBORN! 禁断の闇のデルタ
- ルーンファクトリー フロンティア
- 朧村正
- フィッシュアイズWii
- 牧場物語シリーズ まきばのおみせ
- アークライズファンタジア
- Fish Eyes Challenge
- ディシプリン＊帝国の誕生
- 王様物語
- ヴァルハラナイツ エルダールサーガ
- ノーモア★ヒーローズ2 デスパレート・ストラグル
- ルーンファクトリー オーシャンズ
- イケニエノヨル

ニンテンドーDS
- 食彩浪漫 家庭でできる! 著名人・有名料理人のオリジナルレシピ
- 松田忠徳温泉教授監修 全国どこでも温泉手帳
- おおきく振りかぶって ホントのエースになれるかも
- ルーンファクトリー2
- 蟲師 〜天降る里〜
- 牧場物語 キラキラ太陽となかまたち
- 赤川次郎ミステリー 夜想曲 -本に招かれた殺人-
- 花と太陽と雨と -終わらない楽園-
- 江戸文化歴史検定DS
- ルクス・ペイン
- 開一夫先生監修 すくすく子育てDS 赤ちゃんと遊ぼう!
- ルミナスアーク2 ウィル
- 魔人探偵脳噛ネウロ ネウロと弥子の美食三昧 推理つきグルメ&ミステリー
- スティールプリンセス -盗賊皇女-
- ぷるるんっ!しずくちゃん あはっ☆ DSドリル国語
- ぷるるんっ!しずくちゃん あはっ☆ DSドリル算数
- 東京魔人學園剣風帖
- To LOVEる -とらぶる- ワクワク! 林間学校編
- アヴァロンコード
- 赤川次郎ミステリー 月の光 -沈める鐘の殺人-
- 牧場物語 ようこそ!風のバザールへ
- ゴルゴ13 ファイルG13を追え
- ルーンファクトリー3
- サクラノート 〜いまにつながるみらい〜
- 新「脳強」育
- ルミナスアーク3 アイズ
- PostPetDS 夢見るモモと不思議のペン
- リヴリーガーデン
- 牧場物語 ふたごの村

ニンテンドー3DS
- アニマルリゾート 動物園をつくろう!!
- Fish Eyes 3D
- 閃乱カグラ -少女達の真影-

PlayStation 2
- 一騎当千 Shining Dragon
- xxx HOLiC〜四月一日の十六夜草話〜
- セイント・ビースト 〜螺旋の章〜
- 家庭教師ヒットマンREBORN! Let's暗殺!? 狙われた10代目!
- ゼロの使い魔 夢魔が紡ぐ夜風の幻想曲
- 花宵ロマネスク 愛と哀しみ-それは君のためのマリア
- 家庭教師ヒットマンREBORN! 狙え!?リング×ボンゴレトレーナーズ
- ゼロの使い魔 迷子の終止符と幾千の交響曲
- 家庭教師ヒットマンREBORN! 禁断の闇のデルタ
- 純情ロマンチカ 〜恋のドキドキ大作戦〜

PlayStation Portable
- 海腹川背Portable
- ヴァルハラナイツ2
  - ヴァルハラナイツ2 バトルスタンス
- 家庭教師ヒットマンREBORN! バトルアリーナ
- 一騎当千 Eloquent Fist
- To LOVEる -とらぶる- ドキドキ!臨海学校編
- 牧場物語 シュガー村とみんなの願い
- 勇者30
- 西村京太郎トラベルミステリー 悪逆の季節 東京〜南紀白浜連続殺人事件
- 山村美紗サスペンス 京都鞍馬山荘殺人事件
- 家庭教師ヒットマンREBORN! バトルアリーナ2 スピリットバースト
- 家庭教師ヒットマンREBORN! 絆のタッグバトル
- 一騎当千 クロスインパクト
- Fate/EXTRA
- 勇者30 SECOND
- グランナイツヒストリー

PlayStation 3
- レッドシーズプロファイル
- ノーモア★ヒーローズ 英雄たちの楽園
  - ノーモア★ヒーローズ レッドゾーンエディション
- ルーンファクトリー オーシャンズ

Xbox 360
- レッドシーズプロファイル
- ノーモア★ヒーローズ 英雄たちの楽園

## マーベラスAQLおよびマーベラス
2011年10月にAQインタラクティブ・ライブウェアと合併して以降のゲームソフト。2014年7月に「マーベラス」へ商号変更。
| 発売年         | タイトル                                                       | プラットフォーム                                         | 開発                             |
| -------------- | -------------------------------------------------------------- | -------------------------------------------------------- | -------------------------------- |
| 2012年2月23日  | 牧場物語 はじまりの大地                                        | ニンテンドー3DS                                          | トーセ                           |
| 2012年6月28日  | アサルトガンナーズ                                             | PlayStation Vita                                         | SHADE                            |
| 2012年7月19日  | ルーンファクトリー4                                            | ニンテンドー3DS                                          | ネバーランドカンパニー           |
| 2012年8月30日  | 閃乱カグラ Burst -紅蓮の少女達-                                | ニンテンドー3DS                                          | タムソフト                       |
| 2013年2月28日  | 閃乱カグラ SHINOVI VERSUS -少女達の証明-                       | PlayStation Vita                                         | タムソフト                       |
| 2013年3月7日   | 英国探偵ミステリア                                             | PlayStation Portable                                     | 花梨エンターテイメント           |
| 2013年3月28日  | 朧村正                                                         | PlayStation Vita                                         | ヴァニラウェア                   |
| 2013年3月28日  | Fate/EXTRA CCC                                                 | PlayStation Portable                                     | イメージエポック                 |
| 2013年5月23日  | ヴァルハラナイツ3                                              | PlayStation Vita                                         |                                  |
| 2014年2月27日  | 牧場物語 つながる新天地                                        | ニンテンドー3DS                                          | トーセ                           |
| 2014年2月27日  | 幕末Rock                                                       | PlayStation Portable                                     |                                  |
| 2014年8月7日   | 閃乱カグラ2 -真紅-                                             | ニンテンドー3DS                                          | タムソフト                       |
| 2014年8月28日  | ハイスクールD×D NEW FIGHT                                      | PlayStation Vita                                         |                                  |
| 2014年9月25日  | 幕末Rock 超魂                                                  | PlayStation Portable, PlayStation Vita                   |                                  |
| 2014年10月2日  | 禁忌のマグナ                                                   | ニンテンドー3DS                                          |                                  |
| 2014年11月27日 | デカ盛り 閃乱カグラ                                            | PlayStation Vita                                         | メテオライズ                     |
| 2015年3月26日  | 閃乱カグラ ESTIVAL VERSUS -少女達の選択-                       | PlayStation Vita                                         | タムソフト                       |
| 2015年6月18日  | ポポロクロイス牧場物語                                         | ニンテンドー3DS                                          | epics                            |
| 2015年7月30日  | IA/VT -COLORFUL-                                               | PlayStation Vita                                         |                                  |
| 2015年8月6日   | ルミナスアーク インフィニティ                                  | PlayStation Vita                                         | FELISTELLA                       |
| 2015年11月26日 | ネットハイ                                                     | PlayStation Vita                                         | グルーブボックスジャパン         |
| 2015年12月10日 | VALKYRIE DRIVE -BHIKKHUNI-                                     | PlayStation Vita                                         | メテオライズ                     |
| 2015年12月10日 | ニトロプラス ブラスターズ -ヒロインズ インフィニット デュエル- | PlayStation 3, PlayStation 4                             | ニトロプラス / エクサム          |
| 2016年6月23日  | 牧場物語 3つの里の大切な友だち                                 | ニンテンドー3DS                                          | トーセ                           |
| 2016年7月14日  | UPPERS                                                         | PlayStation Vita                                         | バレット                         |
| 2016年11月10日 | Fate/EXTELLA                                                   | PlayStation Vita, Playstation 4                          |                                  |
| 2017年3月16日  | 閃乱カグラ PEACH BEACH SPLASH                                  | Playstation 4                                            | タムソフト                       |
| 2017年7月20日  | Fate/EXTELLA                                                   | Nintendo Switch                                          |                                  |
| 2017年8月30日  | X-Morph:Defense                                                | PlayStation 4                                            | Exor Studios                     |
| 2017年11月24日 | シノビリフレ -SENRAN KAGURA-                                   | Nintendo Switch                                          | タムソフト                       |
| 2017年12月14日 | 牧場物語 ふたごの村+                                           | ニンテンドー3DS                                          |                                  |
| 2018年2月22日  | 閃乱カグラ Burst Re:Newal                                      | PlayStation 4                                            | タムソフト                       |
| 2018年3月20日  | ASSAULT GUNNERS HD EDITION                                     | Nintendo Switch, PlayStation 4                           | SHADE                            |
| 2018年3月22日  | 千銃士                                                         | iOS/Android                                              | LINE、マーベラスの共同開発       |
| 2018年6月7日   | Fate/EXTELLA LINK                                              | PlayStation Vita, PlayStation 4                          |                                  |
| 2018年8月30日  | リトルドラゴンズカフェ -ひみつの竜とふしぎな島-                | Nintendo Switch, PlayStation 4                           | トイボックス / アプシィ          |
| 2018年8月30日  | FREEDOM PLANET                                                 | Nintendo Switch, PlayStation 4                           | GalaxyTrail Games                |
| 2018年12月13日 | PEACH BALL閃乱カグラ                                           | Nintendo Switch                                          | タムソフト                       |
| 2019年1月31日  | Fate/EXTELLA LINK                                              | Nintendo Switch                                          |                                  |
| 2019年7月25日  | ルーンファクトリー4スペシャル                                  | Nintendo Switch                                          | HAKAMA / ハイド                  |
| 2019年9月13日  | DAEMON X MACHINA                                               | Nintendo Switch                                          |                                  |
| 2019年10月17日 | 牧場物語 再会のミネラルタウン                                  | Nintendo Switch                                          | バレット                         |
| 2019年10月17日 | Travis Strikes Again: No More Heroes Complete Edition          | PlayStation 4, Steam                                     | グラスホッパー・マニファクチュア |
| 2019年12月12日 | CONTROL                                                        | PlayStation 4                                            | Remedy Entertainment             |
| 2020年1月6日   | 神田川JET GIRLS                                                | PlayStation 4                                            | SHADE                            |
| 2020年7月22日  | Fate/EXTELLA                                                   | iOS/Android                                              |                                  |
| 2020年7月22日  | Fate/EXTELLA LINK                                              | iOS/Android                                              |                                  |
| 2020年11月12日 | 天穂のサクナヒメ                                               | Nintendo Switch, PlayStation 4                           | えーでるわいす                   |
| 2021年2月25日  | 牧場物語 オリーブタウンと希望の大地                            | Nintendo Switch                                          | スリーリングス                   |
| 2021年5月20日  | ルーンファクトリー5                                            | Nintendo Switch                                          | HAKAMA / ハイド                  |
| 2021年8月27日  | ノーモア★ヒーローズ3                                           | Nintendo Switch                                          | グラスホッパー・マニファクチュア |
| 2021年11月24日 | 千銃士:Rhodoknight                                             | iOS/Android                                              | アピリッツ                       |
| 2022年7月28日  | 牧場物語 オリーブタウンと希望の大地 SPECIAL                    | PlayStation 4                                            | スリーリングス                   |
| 2022年10月20日 | ドルフィンウェーブ                                             | iOS/Android                                              | バレット                         |
| 2023年1月26日  | 牧場物語 Welcome!ワンダフルライフ                              | Nintendo Switch                                          |                                  |
| 2023年2月27日  | サクライグノラムス                                             | iOS/Android                                              | FgG                              |
| 2023年3月2日   | ルーンファクトリー3スペシャル                                  | Nintendo Switch, Steam                                   | スリーリングス                   |
| 2023年6月1日   | LOOP8                                                          | Nintendo Switch, PlayStation 4                           | ジークゲームズ                   |
| 2023年9月28日  | FREDERICA                                                      | Nintendo Switch, Steam                                   |                                  |
| 2023年11月2日  | ファッションドリーマー                                         | Nintendo Switch                                          | シンソフィア                     |
| 2024年4月19日  | ビックリマン・ワンダーコレクション                             | iOS/Android                                              |                                  |
| 2024年11月1日  | FARMAGIA                                                       | Nintendo Switch, PlayStation 5, Steam                    | スリーリングス                   |
| 2025年6月5日   | 龍の国 ルーンファクトリー                                      | Nintendo Switch 2, Nintendo Switch, Steam                |                                  |
| 2025年8月28日  | 牧場物語 Let's風のグランドバザール                             | Nintendo Switch 2, Nintendo Switch, Steam                |                                  |
| 2025年9月5日   | DAEMON X MACHINA TITANIC SCION                                 | Nintendo Switch 2, PlayStation 5, Xbox Series X/S, Steam |                                  |